# Cezary Tobollik
Cezary Tobollik, né le 22 octobre 1961 à Mielec, est un footballeur polonais qui évoluait au poste d'attaquant.

## Biographie
Né à Mielec, Tobollik rejoint dès son plus jeune âge le club de sa ville, le Stal Mielec. Après être sorti du centre de formation, il passe professionnel en 1980, mais ne reste qu'une seule saison avec les siens. En 1981, il signe au Stal Rzeszów, puis rejoint le KS Cracovie en 1982.
Repéré à la suite de ses bonnes performances, il part en Allemagne chez l'Eintracht Francfort, où il joue pendant deux saisons. Il dispute avec cette équipe, 42 matchs en Bundesliga, marquant douze buts. Il s'illustre le 26 mai 1984, lors de la 34e et dernière journée de championnat, en étant l'auteur d'un doublé lors de la réception du 1. FC Kaiserslautern (victoire 3-0). Il se met de nouveau en évidence, le 8 juin 1985, toujours lors de la dernière journée, en marquant un second doublé sur la pelouse du Borussia Mönchengladbach (3-3).
Il va ensuite rester en Allemagne, en passant par Offenbach, Mannheim et surtout le SV Aschaffenbourg. Avec le club d'Aschaffenbourg, il inscrit 18 buts en 2. Bundesliga lors de la saison 1985-1986. Cette saison là, il est l'auteur de trois doublés. 
Tobollik passe également trois belles années en France, au sein du Racing Club de Lens, de 1986 à 1989. Avec le club lensois, il dispute 90 matchs en Division 1, inscrivant 13 buts. Il inscrit deux doublés dans ce championnat : le premier, le 25 mars 1987, lors de la réception de l'OGC Nice, avec à la clé une large victoire sur le score de 4-0. Et le second, le 5 novembre 1988, lors de la venue du SM Caen, avec pour résultat encore une très large victoire (5-0).

## Vie personnelle
Cezary est le fils de Helmut Tobollik (pl), ancienne gloire du Stal Mielec dans les années 50.